# Кутчер Олександр Вікторович
Олександр Вікторович Кутчер (24 серпня 1980, с. Келєровка, Кокчетавська область, Казахська РСР) — український спортсмен, майстер спорту України міжнародного класу з пауерліфтінгу у ваговій категорії до 75 кілограмів. Старший тренер України у всесвітній мережі жіночих фітнес-клубів FIT-Caurves.
Мешкає в місті Нетішин Хмельницької області. Закінчив Львівський державний інститут фізичної культури. Володар 12 світових рекордів. Перший тренер – Заслужений тренер України Рижук С. О.
- Чемпіон Світу серед юніорів 2001 р.
- Срібний призер Чемпіонату Європи і світу 2002 р.
- Бронзовий призер Чемпіонату Світу 2003 р.
- чемпіон світу з пауерліфтингу за версією WPO (World Powerlifting Organization), переможець представницького турніру «Арнольд-Вікенд» 2006 року